# Jazīreh-ye Lāvān
Jazīreh-ye Lāvān (persiska: جزيره لاوان, بوشُِيب, جَزيرِۀ شِيخ شُعِيب) är en ö i Iran.   Den ligger i provinsen Hormozgan, i den södra delen av landet, 1 000 km söder om huvudstaden Teheran. Arean är 78 kvadratkilometer.
Terrängen på Jazīreh-ye Lāvān är platt. Öns högsta punkt är 56 meter över havet. Den sträcker sig 7,1 kilometer i nord-sydlig riktning, och 23,1 kilometer i öst-västlig riktning.